# Крюков Микола Іванович
Мико́ла Іва́нович Крюков (19 травня 1908, село Плоске, тепер Єлецького району Липецької області, Російська Федерація — 24 лютого 1962, місто Одеса) — радянський військовий діяч, генерал-майор. Кандидат у члени ЦК КПУ (1961—1962). Депутат Верховної Ради Молдавської РСР.

## Біографія
Народився в селянській родині. З 1930 року — в Робітничо-селянській Червоній армії. Служив у 17-му стрілецькому полку.
Член ВКП(б) з 1931 року.
У 1933 році закінчив полкову школу в Москві. З 1933 по 1936 рік навчався у Військово-політичному училищі в Ленінграді.
Перебував на військово-політичній роботі. У 1939 році був учасником бойових дій на ріці Халхін-Гол в Монгольській Народній Республіці, у 1939—1940 роках — учасник радянсько-фінської війни.
Учасник німецько-радянської війни з червня 1941. У 1941—1943 роках — начальник політичного відділу стрілецької дивізії, заступник з політичної частини командира 27-го стрілецького корпусу Центрального фронту. У червні 1943—1948 роках — начальник політичного відділу 27-го стрілецького корпусу 13-ї армії на 1-му Українському фронті.
У 1948—1949 роках — заступник начальника Політичного управління Приволзького військового округу. У 1949—1952 роках — начальник Політичного управління Західно-Сибірського військового округу.
У 1952—1955 роках — слухач Вищої військової академії імені Ворошилова.
У 1955—1956 роках — начальник Політичного управління Біломорського військового округу.
У 1956—1958 роках — начальник Політичного управління Одеського військового округу. У 1958—1960 роках — заступник начальника Політичного управління Одеського військового округу.
У липні 1960 — лютому 1962 року — член Військової ради — начальник Політичного управління Одеського військового округу.
Похований на 9-й дільниці 2-го Християнського цвинтаря в місті Одесі.

## Звання
- гвардії полковник
- генерал-майор

## Нагороди
- три ордени Леніна (15.01.1944, 6.04.1945,)
- два ордени Червоного Прапора (16.10.1943,)
- орден Вітчизняної війни I-го ст. (22.09.1944)
- орден Червоної Зірки
- медалі